# آدیلسون وارکن
آدیلسون وارکن (به پرتغالی: Adílson Warken) هافبک اهل برزیل است که در شهر Bom Princípio و در تاریخ ۱۶ ژانویهٔ ۱۹۸۷ به دنیا آمده‌است.
آدیلسون وارکن در تیم‌های فوتبال Grêmio سابقهٔ حضور دارد.